# ティアーズ・トゥ・ティアラ外伝 -アヴァロンの謎-
『ティアーズ・トゥ・ティアラ外伝 -アヴァロンの謎-』（ティアーズ・トゥ・ティアラがいでん アヴァロンのなぞ）は、アクアプラスより2009年9月17日に発売されたPlayStation 3用のアドベンチャー+シミュレーションRPG。
翌、2010年12月16日には、一部システムを修正した『ティアーズ・トゥ・ティアラ外伝 アヴァロンの謎 PORTABLE』としてPlayStation Portable版が発売された。
2008年にリリースされた『ティアーズ・トゥ・ティアラ 花冠の大地』の後日談であり、その外伝作品に当たる。

## 概要
前作『ティアーズ・トゥ・ティアラ 花冠の大地』同様に、ファンタジーの世界観を踏襲し、アドベンチャーパートとターン制戦闘パートを繰り返してストーリーを進める「アドベンチャー + シミュレーションRPG」である。
外伝作品という位置付けもあり、オリジナルのストーリーに合わせて戦闘システムが変更、追加されている。新たな敵も多数登場。『因果の糸』を集め、元の世界へと戻ることが目的となる。アロウン以外のキャラクターには行動限界（EP・イグジステンスポイント）が設定され、戦闘に参加していない待機中のキャラクターと入れ替えて戦闘を行う「チェンジリングシステム」（今作では傭兵システムは削除された）や、武器を素材で強化する「合成システム」の導入のほか、戦闘フィールド上にトラップ（一度踏めば消えるものと、永続して発動するものがある）や、各種効果を持つ魔法陣（回復、防御、弱体）が設置されるなど、様々なシステムが追加され、使いこなすことで多彩な戦略をとることができるようになった。その分、前作と比べると難易度が高い。新しく「エポナ」「ガイウス」「デキムス」「リディア」と、4人のキャラクターを自軍で使用することができるようになり、ガイウスとリディアに関しては前作の内容からして、救済されたとも言えるシナリオ展開を見せる。
難易度は「EASY」、「NORMAL」、「HARD」の三種類から選ぶことができ、PSP版のみクリア後に「DEVIL」が追加される。また、クリア後のセーブデータをロードすることで、所持しているアイテムを引き継いで最初から始めることができ、前作のセーブデータを引き継いで（今作のセーブデータに前作で取得したアイテムが加算される）地下迷宮を探索する、おまけシナリオ「アヴァロンのなぞ」に挑戦することもできる（その際、難易度が強制的にHARDに固定される）。
また、新規BGMが3曲追加されているが、これらは前作『花冠の大地』オリジナルサウンドトラック未収録となっている。
- 『鉄と血の掟』作曲：松岡純也
- 『異界の黙示録』作曲：衣笠道雄
- 『残響の世界』作曲：石川真也

## 登場人物
※ 各キャラクターの詳細は「ティアーズ・トゥ・ティアラ 花冠の大地#登場人物」を参照。本項では変更点や特筆すべき点などのみを記載する。

### 前作からの登場人物
アロウン声 - 大川透
専用武器である『エドラム』を、合成によって強化することが可能となった。
リアンノン声 - 後藤邑子
自身のEPを消費し、行動済みのユニットを未行動状態に戻すことができる専用スキル、『活性』が追加された。
アルサル声 - 石井真
前作の物語後半で習得するリーダースキル、『レギアスの光輝』が最初から使用可能となっている。
アロウンの『エドラム』同様、アルサルの『ダーンウィン』も合成で強化可能。
モルガン声 - 中原麻衣
前作と違い、中原の演技がアニメ版での演技に近くなっている。
オクタヴィア声 - 田中理恵
リディアとのエピソードが更に掘り下げられた。
スィール声 - 名塚佳織
リーダースキルの効果が前作から変更された。
オガム声 - 秋元羊介
前作を参照。
ラスティ・スラティ声 - 植田佳奈
前作を参照。
リムリス、エルミン声 - 小清水亜美、清水愛
エポナと違い戦闘には参加しないが、今作からは二人とも道具屋に低確率で出現するようになり、ワンランク上の道具を販売してくれる。
エポナ声 - 浅井清己
今作から自軍で使用可能となった一人。魔導の本が専用武器となっている。
タリエシン声 - 坪井智浩
前作では後半に離脱してしまうが、今作では最初から最後まで使用可能となっている。今作では瀕死になると一度だけベビードラゴンが庇ってくれる。
デキムス声 - 羽多野渉
今作から自軍で使用可能となった一人。槍が武器。
プィル、プリムラ声 - 石井真、後藤邑子
アロウンとリアンノンの回想の中に登場。今作でも数々の助言を行い、元の世界へ帰還するための大きな力となっている。
ミルディン声 - 小形満
プロローグとエピローグに登場。今作でも『精霊』と『世界の理』について語る場面がある。

### 異世界の登場人物
ガイウス声 - 浜田賢二
今作から自軍で使用可能となった一人。『大剣ティラヌス』を専用武器として所持。元の世界とは違い、ロンディニウムの市長として君臨し、市民から絶大な支持を得ている。世界を征服するという野望を持っていたり、割と本気でリアンノンを口説いていたりと、アロウンを凍り付かせる場面も。アルサルとは口喧嘩が絶えないが、戦友として認め合っている。戦後、異世界の『ダーンウィン』をアルサルから譲り受けた。
リディア声 - 沢城みゆき
今作から自軍で使用可能となった一人。『妖剣カラミタス』を専用武器として所持。元の世界と同様、ルブルムの司令官であることに変わりはないが、アヴァロンの面々と関わったことで、部下の失態を不問に処したり、オクタヴィアへの想いを包み隠さず吐露するなど、残虐な部分が少々なりを潜め、性格が丸くなった。また、オクタヴィアと仲の良いモルガンに嫉妬しており、対抗意識を燃やしている。戦後、異世界の『エドラム』をオクタヴィアを通してアロウンから譲り受ける。
ドルウク、クレオン、レクトール声 - 楠見尚己、樫井笙人、うえだゆうじ
いずれも、『大いなる意思』によって呼び出された存在。元の世界へと戻ろうとするアロウン達の前に立ち塞がり、黒色へと変じた『パラディウムの塔』にて激しい戦いを繰り広げる。前作と変わらず、塔の仕掛けとオベリスクを用いて卑劣な行動をとるが、最終的に全員消滅させられる。
偽アロウン、偽アルサル、偽リアンノン声 - 大川透、石井真、後藤邑子
ワープ装置を使用した際に読み取られた情報から、オベリスクの力を用いて作り出された複製体。アルサルの複製体が本人より賢かったせいで、ガイウスに見破られる。アヴァロンの面々全員の複製体が作られてしまい、敵対。敵に回すと恐ろしいという事実を再認識させられる戦いとなる。
メルカディス
前作で猛威を振るった『天上世界の絶対殲滅兵器』。今作ではレクトールの取り巻きとして二体同時に登場。
エフェメリス
12精霊の手によって『呪われた装置』へと変じてしまった、かつてミルディンが所持していた世界を創造する魔導具、『天球儀』。アヴァロン城の塔、最上階に設置されていた。『大いなる意思』そのものであり、今作の異世界を創造してしまう原因となった。蜘蛛のような外見をしている。12本の因果の糸で構成されている世界のために、攻撃が通らなかったが、アロウンがリアンノンと共に13本目の因果の糸を紡ぎ出したことで世界の理が覆されたため、撃破、封印される。

## スタッフ
- プロデューサー：下川直哉
- 原案・世界設定・シナリオ：まるいたけし
- 原画・キャラクターデザイン：なかむらたけし・甘露樹
- チュートリアルナレーション：小清水亜美

## 主題歌
オープニングテーマ「Tears to Tiara 〜the essence〜」
作詞：豆田将、作曲：豆田将、編曲：豆田将、歌：上原れな
エンディングテーマ「Please sing with me」
作詞：須谷尚子、作曲：石川真也、編曲：松岡純也、歌：上原れな

## 関連商品
CD

Jewelry Songs
上原れなの2ndアルバム。OPテーマ「Tears to Tiara 〜the essence〜」とEDテーマ「Please sing with me」を収録。

ガイドブック
- ティアーズ・トゥ・ティアラ外伝 -アヴァロンの謎- ザ・コンプリートガイド（発行：アスキー・メディアワークス、2009年10月2日発売、ISBN 978-4-04-868187-2）